# Clytellus westwoodii
Clytellus westwoodii là một loài bọ cánh cứng trong họ Cerambycidae.